# 科龙措
科龙措，是匈牙利杰尔-莫雄-肖普朗州所辖的一个村。总面积26.91平方公里，总人口1974，人口密度73.4人/平方公里（2011年1月1日）。